# ギオルギ・ママルダシュヴィリ
ギオルギ・ママルダシュヴィリ（ジョージア語: გიორგი მამარდაშვილი, ラテン文字転写: Giorgi Mamardashvili, 2000年9月29日 - ）は、ジョージア・トビリシ出身のプロサッカー選手。プレミアリーグ・リヴァプールFC所属。ジョージア代表。ポジションはゴールキーパー。

## 経歴

### クラブ
ガグラの下部組織に所属し、2012年にディナモ・トビリシへと移った。2018年にトップチームに昇格したが、第2GKとしてベンチに控えることが多く、2019シーズンは出場機会を求めてメタルルギ・ルスタヴィにローン移籍。3月2日、リーグ開幕節のロコモティヴィ・トビリシ戦でプロデビュー。このシーズンは正GKとしてリーグ戦28試合に出場。
2020シーズン以降はロコモティヴィ・トビリシにローン移籍してプレイ。UEFAヨーロッパリーグでも活躍し、国外クラブのスカウト陣からも注目される存在となり、12月にはジョージアサッカー連盟による年間最優秀ゴールキーパーに選出された。また2021年には、UEFAが選出する「将来の活躍が期待される50名の有望な若手選手」にも名を連ねた。
2021年6月7日、スペインのバレンシアに買い取りオプションが設定された1シーズンのローンで移籍。当初はリザーヴチームのバレンシア・メスタージャに所属したが、プレシーズンで監督のホセ・ボルダラスに好印象を与え、クラブ内で第4GKから序列を上げた。8月13日、2021-22シーズン開幕節のヘタフェ戦で先発起用され、ラ・リーガ初出場。開始3分でウーゴ・ギジャモンが退場となるアクシデントに見舞われたが、カルロス・ソレールが挙げたゴールを守り、クリーンシートで勝利に貢献した。
2021年12月31日、バレンシアは買い取りオプションを行使し、2年半契約（+1年の延長オプション付き）で完全移籍となった。ラ・リーガデビューシーズン、リーグ戦18試合に出場し、8度のクリーンシートや560分連続無失点を記録。プレイヤー・オブ・ザ・マッチにも3度選出された。
2022-23シーズンは完全に正GKの座を掴み、リーグ戦全38試合にフル出場。2023-24シーズンも活躍は続き、2024年1月28日には61試合連続先発出場のクラブ記録を樹立。この記録は後に69試合まで更新し、シュートストップ数、クリーンシート（13回）、PKストップ（3回）はいずれもリーグ最多のスタッツであった。
2024年8月28日、イングランドのリヴァプールに完全移籍。2024-25シーズンはリヴァプールからのローンでバレンシアに留まる。

### 代表
2016年10月3日、UEFA U-17欧州選手権予選のスウェーデン戦で世代別代表初出場。
2021年9月8日、ブルガリアとの親善試合でA代表初キャップ。
2023年、母国開催のUEFA U-21欧州選手権では、グループステージの初戦を除く3試合でジョージアのゴールマウスを守った。
2025年3月20日、UEFAネイションズリーグ・昇降格プレイオフのアルメニア戦では、ジョルジュ・ミカウタゼのゴールをアシストした。

## 個人成績

### クラブ
| 国内大会個人成績 | 国内大会個人成績         | 国内大会個人成績 | 国内大会個人成績 | 国内大会個人成績 | 国内大会個人成績 | 国内大会個人成績 | 国内大会個人成績 | 国内大会個人成績 | 国内大会個人成績 | 国内大会個人成績 | 国内大会個人成績 |
| 年度             | クラブ                   | 背番号           | リーグ           | リーグ戦         | リーグ戦         | リーグ杯         | リーグ杯         | オープン杯       | オープン杯       | 期間通算         | 期間通算         |
| 年度             | クラブ                   | 背番号           | リーグ           | 出場             | 得点             | 出場             | 得点             | 出場             | 得点             | 出場             | 得点             |
| ジョージア       | ジョージア               | ジョージア       | ジョージア       | リーグ戦         | リーグ戦         | リーグ杯         | リーグ杯         | オープン杯       | オープン杯       | 期間通算         | 期間通算         |
| ---------------- | ------------------------ | ---------------- | ---------------- | ---------------- | ---------------- | ---------------- | ---------------- | ---------------- | ---------------- | ---------------- | ---------------- |
| 2018             | ディナモ・トビリシ       | 25               | エロヴヌリ       | 0                | 0                | -                | -                | 0                | 0                | 0                | 0                |
| 2019             | ルスタヴィ               | 25               | エロヴヌリ       | 28               | 0                | -                | -                | 2                | 0                | 30               | 0                |
| 2020             | ロコモティヴィ・トビリシ | 25               | エロヴヌリ       | 11               | 0                | -                | -                | 1                | 0                | 12               | 0                |
| 2021             | ロコモティヴィ・トビリシ | 25               | エロヴヌリ       | 18               | 0                | -                | -                | 2                | 0                | 20               | 0                |
| スペイン         | スペイン                 | スペイン         | スペイン         | リーグ戦         | リーグ戦         | 国王杯           | 国王杯           | オープン杯       | オープン杯       | 期間通算         | 期間通算         |
| 2021-22          | バレンシア               | 28               | ラ・リーガ       | 18               | 0                | 3                | 0                | -                | -                | 21               | 0                |
| 2022-23          | バレンシア               | 28               | ラ・リーガ       | 38               | 0                | 3                | 0                | -                | -                | 41               | 0                |
| 2023-24          | バレンシア               | 25               | ラ・リーガ       | 37               | 0                | 0                | 0                | -                | -                | 37               | 0                |
| 2024-25          | バレンシア               | 25               | ラ・リーガ       | 34               | 0                | 0                | 0                | -                | -                | 34               | 0                |
| イングランド     | イングランド             | イングランド     | イングランド     | リーグ戦         | リーグ戦         | FLカップ         | FLカップ         | FAカップ         | FAカップ         | 期間通算         | 期間通算         |
| 2025-26          | リヴァプール             | 25               | プレミアリーグ   |                  |                  |                  |                  |                  |                  |                  |                  |
| 通算             | ジョージア               | ジョージア       | エロヴヌリ       | 57               | 0                | -                | -                | 5                | 0                | 62               | 0                |
| 通算             | スペイン                 | スペイン         | ラ・リーガ       | 127              | 0                | 6                | 0                | -                | -                | 133              | 0                |
| 通算             | イングランド             | イングランド     | プレミアリーグ   |                  |                  |                  |                  |                  |                  |                  |                  |
| 総通算           | 総通算                   | 総通算           | 総通算           | 184              | 0                | 6                | 0                | 5                | 0                | 195              | 0                |

### 代表
| ジョージア代表 | 国際Aマッチ | 国際Aマッチ |
| 年             | 出場        | 得点        |
| -------------- | ----------- | ----------- |
| 2021           | 1           | 0           |
| 2022           | 5           | 0           |
| 2023           | 8           | 0           |
| 2024           | 13          | 0           |
| 2025           | 2           | 0           |
| 通算           | 29          | 0           |

## タイトル

### 個人
- エロヴヌリ・リーガ 年間最優秀ゴールキーパー（2020）[4]
- ジョージア年間最優秀選手（グルジア語版）（2024）[23]